# Mar di Bismarck

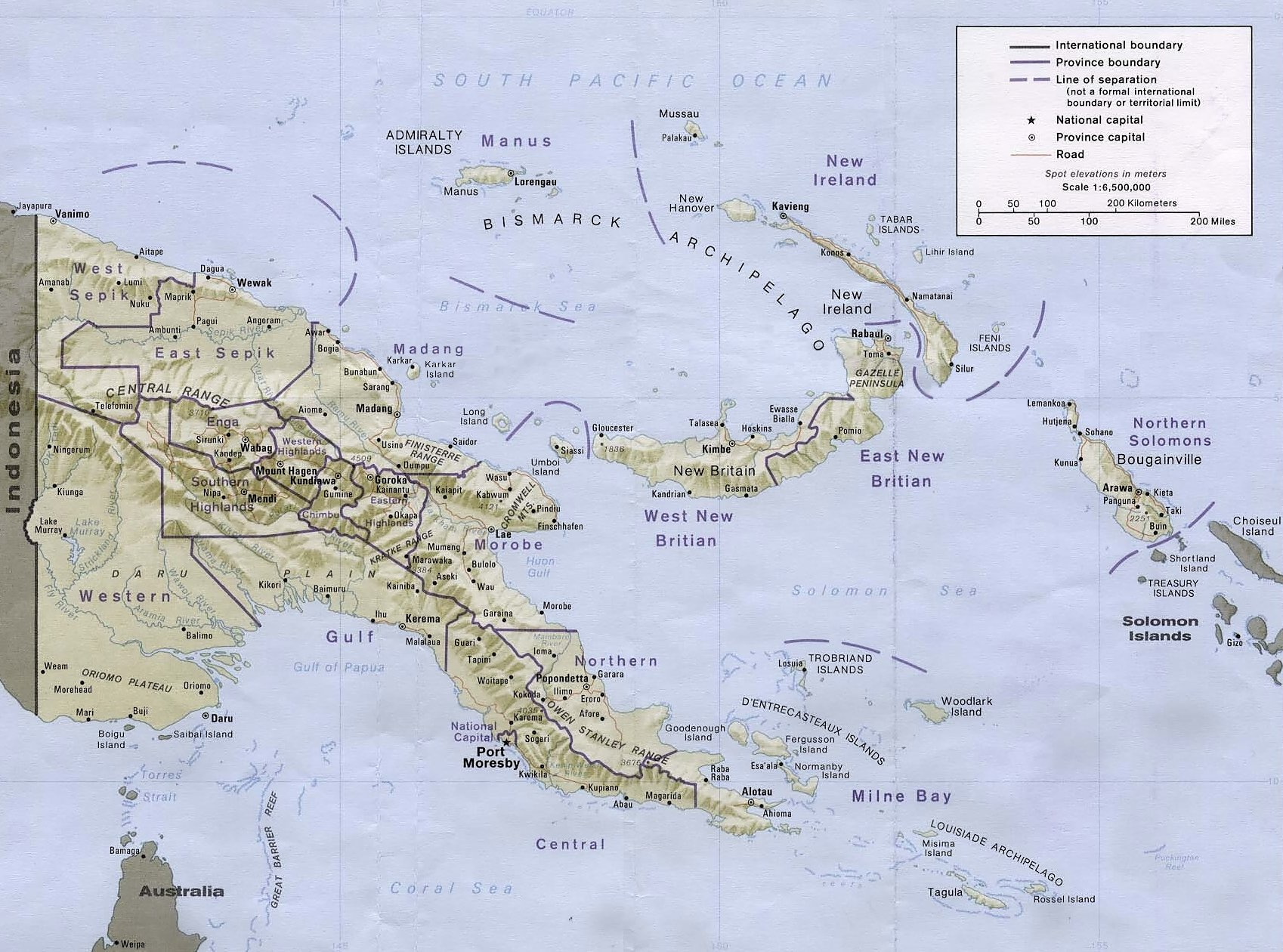
Posizione del mare di Bismarck

Il mar di Bismarck è una sezione dell'oceano Pacifico sud-occidentale.

## Caratteristiche fisiche
Il mare di Bismarck è delimitato a ovest dalla costa nord-orientale dell'isola della Nuova Guinea, a nord dalle isole dell'Ammiragliato, a est delle isole di Nuova Hannover e della Nuova Irlanda e a sud dalla Nuova Britannia.
Ha una ampiezza di circa 800 km ricoprendo circa 40.000 km². È caratterizzato da un mare poco profondo e raggiunge una profondità massima di 2900 metri.
A sud tramite gli stretti di Vitiaz, Dampier ed il canale di Saint George's comunica con il mare delle Salomone. A nord e a est comunica con l'oceano Pacifico.

## Storia
Il mare porta il nome di Bismarck in onore del cancelliere tedesco Otto von Bismarck. Nelle sue acque dal 2 al 4 marzo 1943 si combatté la battaglia del mare di Bismarck, in cui le forze aero-navali alleate sconfissero quelle giapponesi.